# John Brydges (1er baron Chandos)
John Brydges, 1er baron Chandos (9 mars 1492 - 12 avril 1557) est un courtisan anglais, député et plus tard pair. Son nom de famille est aussi parfois orthographié Brugge ou Bruges. Il est une figure importante à la cour anglaise pendant les règnes des rois Henri VIII et Édouard VI et de Marie Ire.

## Biographie
Il est né à Coberley, Gloucestershire le fils de Sir Giles Brydges de Coberley (vers 1462 - 1511) et d'Isabel Baynham. Son père est chevalier garde du corps d'Henri VII et son frère Thomas Brydges de Cornbury, Oxfordshire occupe également des fonctions publiques et est député. Bridges hérite des domaines de son père dans l'Oxfordshire et le Wiltshire en 1511 et est pendant deux ans le pupille de Sir Edward Darrell.
Il est anobli en 1513 après avoir servi en France avec Charles Brandon à Thérouanne et Tournai. Il assiste Henri VIII à toutes les occasions d'État ultérieures en Angleterre et en France (notamment la célèbre rencontre avec François Ier de France au camp du Drap d'Or, où le Gloucestershire est représenté, entre autres, par un Sir John Brydges).
Son élection en 1529 en tant que chevalier junior du comté de Gloucestershire est un hommage à sa position à la fois locale et à la cour, mais il est sans aucun doute aidé par ses relations influentes, par l'intermédiaire de sa mère avec les Baynham et de sa femme avec la noble maison de Grey de Wilton.

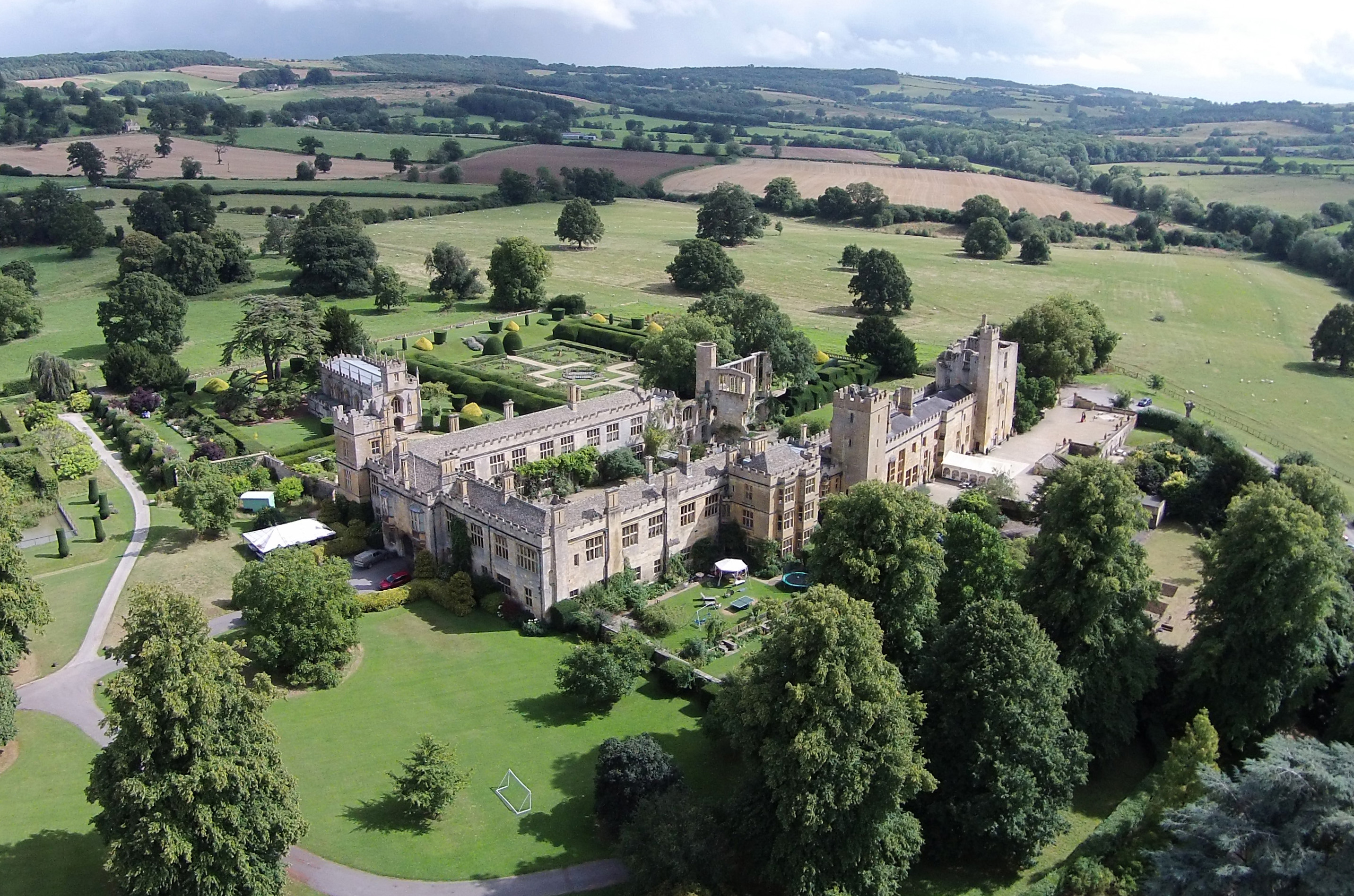
Château de Sudeley, Gloucestershire

Brydges est haut shérif du Wiltshire en 1537 et participe à la répression de la rébellion de Sir Thomas Wyatt en 1554. En tant que lieutenant de la tour de Londres pendant la première partie du règne de la reine Mary, il a la garde non seulement de Lady Jane Grey et de Thomas Wyatt, mais pendant une courte période, de la demi-sœur de la reine également, la princesse Elizabeth Tudor (qui devient ensuite la reine Élisabeth Ire d'Angleterre).
En 1554, la reine Marie Ire donne le château de Sudeley à John Brydges et le crée baron Chandos de Sudeley le 8 avril 1554. Le château reste sa propriété tout au long de son règne et du règne de la reine Élisabeth Ire également, puis est transmis à sa descendance. En 1592, une spectaculaire fête de trois jours y est organisée pour célébrer l'anniversaire de la défaite de l'Armada espagnole.

## Famille

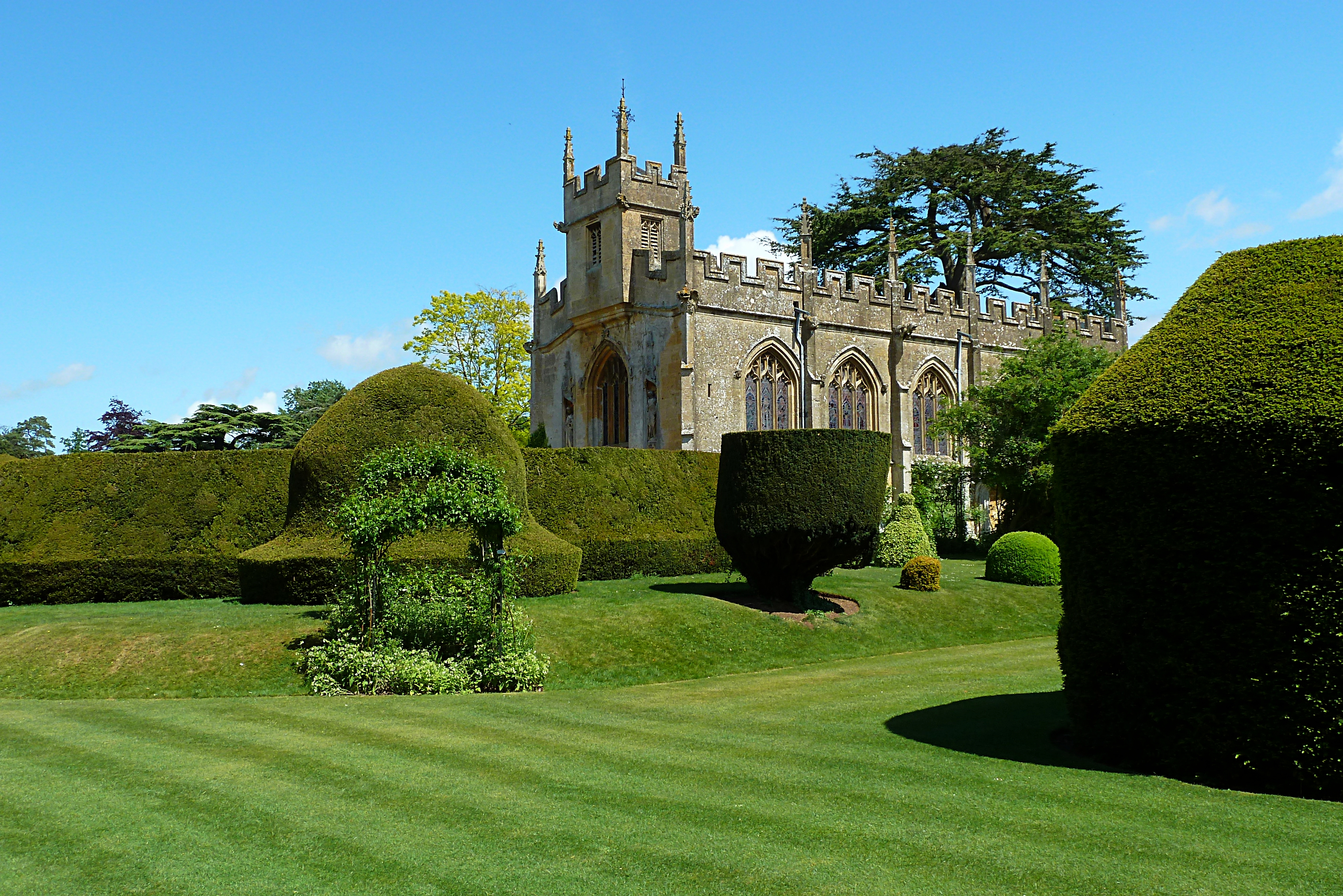
Église du château de Sudeley

C'est vers 1512 que Brydges épouse Elizabeth Grey, fille d'Edmund Grey, 9e baron Grey de Wilton (décédé en 1511), et de Florence Hastings, fille aînée de Sir Ralph Hastings. Ils ont onze enfants.
Leur fils Edmund lui succède à la baronnie Chandos à sa mort. Leur fils Charles épouse Jane, fille de Sir Edward Carne. Leur fille Katherine épouse Edward Sutton, le 4e baron Dudley.
Il meurt au château de Sudeley le 12 avril 1557 et est enterré avec une cérémonie héraldique le 3 mai dans l'église de Sudeley.
Lady Chandos est décédée le 29 décembre 1559 et est enterrée le 6 janvier 1560.